# Valkyrae
Rachell " Rae " Hofstetter,, née le 8 janvier 1992, connue sous le nom de Valkyrae, est une personnalité Internet américaine. Elle est la streameuse la plus regardée sur YouTube depuis 2020, et est apparue sur la liste Forbes des 30 moins de 30 ans en 2022. Elle a été nommée "Gaming Creator of the Year" par Adweek et a remporté un Game Award et un Streamy Award.
Hofstetter est copropriétaire de 100 Thieves, une entreprise d'esports et de vêtements, et est une créatrice de contenu pour la marque depuis 2018. Hofstetter est une défenseuse des femmes dans les jeux en ligne, jouant parfois à des jeux dans des équipes entièrement féminines.

## Carrière

### Débuts et reconnaissance (2014-2020)
Après avoir obtenu son diplôme d'une université communautaire, Hofstetter occupe divers emplois, notamment un emploi chez GameStop. En 2014, alors qu'elle travaille, elle commence à partager son passe-temps de jeu sur Instagram, gagnant un nombre important d'adeptes. Elle a été encouragée par divers abonnés Instagram, amis et streamers Twitch à commencer à diffuser sur Twitch, à partir de 2015. Après avoir rassemblé un public, Hofstetter commence à publier des vidéos de jeux sur YouTube.
En 2018, elle devient la première joueuse et créatrice de contenu pour 100 Thieves, une équipe d'esports américaine compétitive. Le 13 janvier 2020, Hofstetter quitte Twitch pour un contrat de streaming exclusif sur YouTube. Alors qu'elle avait initialement du mal à maintenir un nombre moyen de téléspectateurs de 5 000 vers le début de 2020, sa chaîne YouTube connaît un coup de pouce significatif lorsqu'elle a commencé à jouer au jeu de déduction sociale multijoueur en ligne Among Us et a commencé à collaborer avec des streamers populaires, notamment Disguised Toast, Sykkuno, Pokimane, Jacksepticeye, Cr1TiKaL, Corpse Husband, xChocoBars et Fuslie.
Les fréquentes interactions de Hofstetter avec les streamers d'OfflineTV suscitent régulièrement des rumeurs quant à une éventuelle intégration au sein du collectif qui ne se sont jamais avérées,.
Hofsetter devient la streameuse féminine à la croissance la plus rapide de l'année et dépasse Pokimane en tant que streameuse féminine la plus regardée de 2020.

### Percée et expansion (2021-présent)
Le 7 avril 2021, Hofstetter est annoncé comme copropriétaire de 100 Thieves aux côtés de son collègue créateur de contenu 100 Thieves CouRageJD,. Ils rejoignent Scooter Braun, Dan Gilbert, le rappeur Drake et le fondateur Matthew 'Nadeshot' Haag. En tant que copropriétaires, Valkyrae et CouRage recevront une participation dans la société, que le magazine Forbes a récemment évaluée à 190 millions de dollars. En mars 2021, Hofstetter et le créateur de contenu Natsumiii publie une reprise de la chanson Last Cup of Coffee de LilyPichu. Plus tard ce mois-là, elle interprète Corpse Husband dans le clip de la chanson Daywalker! de Machine Gun Kelly avec Corpse Husband. Hofstetter a également fait des apparitions dans des clips vidéos pour les chansons de Bella Poarch Build a Bitch et Inferno plus tard cette année-là,.
Hofstetter, aux côtés de Sykkuno et Corpse Husband, participe à une collecte de fonds pour Feeding America organisée par Jimmy Fallon dans le cadre d'un segment pour The Tonight Show en avril. Le segment les comprenait jouant Among Us avec des membres du groupe de hip-hop américain The Roots, Tariq Trotter, Kirk Douglas et Questlove, ainsi que des acteurs de la série télévisée Stranger Things, Gaten Matarazzo et Noah Schnapp,.

#### Controverse RFLCT
Le 19 octobre 2021, Hofstetter annonce le lancement de sa marque de soins de la peau RFLCT. La marque, principalement destinée aux joueurs et à ceux qui passent beaucoup de temps devant un écran, affirme que les utilisateurs sont sensibles aux dommages cutanés causés par une exposition prolongée à la lumière bleue et que leurs produits les protègent. RFLCT a été confronté à des critiques en raison d'un manque de preuves étayant leur revendication,; selon Kathleen Suozzi, directrice du programme de dermatologie esthétique à l'Université de Yale, à moins qu'une personne ne soit déjà sujette au mélasma ou à l'hyperpigmentation, il est peu probable qu'elle souffre des conséquences d'être assise devant un écran pendant de longues périodes de temps.
Hofstetter répond aux critiques de RFLCT en octobre 2021, déclarant que "toute la haine, les doutes, les préoccupations et les critiques sont tous justifiés et valables" et qu'elle était "très bouleversée et confuse" avec le site Web, déclarant que des mises à jour étaient apportées au site Internet,. Elle révèle plus tard qu'elle avait déjà eu accès à la recherche menée par RFLCT soutenant les produits et que la recherche serait accessible au public lors du lancement du produit, cependant, elle a été informée après le lancement que la recherche ne pouvait pas être rendue publique. Hofstetter exprime alors le désir de se séparer de RFLCT, mais elle était encore contractuellement liée. Le 30 octobre 2021, RFLCT cesse l'exploitation de son site web et de sa boutique en ligne. Une déclaration sur le site web disait: "Bien que nous croyions aux formulations créées, après réflexion, nous avons décidé d'avancer sur de nouvelles voies, mettant ainsi fin à la marque RFLCT.",.

## Vie privée
Hofstetter est en partie d'origine philippine et allemande et a grandi à Washington. Elle a deux frères  et une sœur cadette. Son père est décédé d'un cancer en 2017. Elle est diplômée avec un associate degree en arts d'une université communautaire de Washington.

## Discographie

### Simple

#### En tant qu'artiste vedette
| Année | Piste                                                 | Détails                                 | Réf    |
| ----- | ----------------------------------------------------- | --------------------------------------- | ------ |
| 2021  | "Last Cup of Coffee" (avec Natsumiii feat. LilyPichu) | - Date de sortie YouTube : 15 mars 2021 | [ 27 ] |

## Filmographie

### Télévision
- 2022 : Tribe Nine : Twin[28],[29]

### Vidéos musicales
- 2021 : DayWalker de Machine Gun Kelly et Corpse Husband : Corpse Husband[14]
- 2021 : Build a Bitch de Bella Poarch : Elle-même[15]
- 2021 : Inferno de Sub Urban et Bella Poarch : Elle-même[16]
- 2022 : Car Crash d'eaJ : Elle-même[30]
- 2022 : Memories de Yungblud et Willow Smith : : Elle-même[31]
- 2022 : Dolls de Bella Poarch : : Elle-même

## Compétitions
| Année | Événement                              | Note                                                               | Ref.   |
| ----- | -------------------------------------- | ------------------------------------------------------------------ | ------ |
| 2018  | Fortnite Pro Am                        | A fait équipe avec le producteur de musique Murda Beatz.           | [ 32 ] |
| 2019  | Open d'Australie Fortnite Summer Smash |                                                                    | [ 33 ] |
| 2019  | Fortnite Celebrity Pro-Am              | A fait équipe avec le joueur des Los Angeles Chargers Justin Jones | [ 34 ] |

## Récompenses et nominations
| Année | La cérémonie                    | Catégorie                         | Résultat   | Ref.   |
| ----- | ------------------------------- | --------------------------------- | ---------- | ------ |
| 2019  | 11e édition des Shorty Awards   | Le meilleur du jeu                | Nomination | [ 35 ] |
| 2020  | The Game Awards                 | Créateur de contenu de l'année    | Lauréat    | [ 36 ] |
| 2021  | Adweek Creator Visionary Awards | Créateur de jeux vidéo de l'année | Lauréat    | [ 37 ] |
| 2021  | 11e Streamy Awards              | Streamer                          | Lauréat    | [ 38 ] |
| 2022  | Forbes 30 Under 30              | Jeux Vidéo                        | Lauréat    | [ 4 ]  |
| 2022  | The Streamer Awards             | Meilleur streamer de variétés     | Nomination | [ 4 ]  |